# La Pupille
La Pupille («Воспитанница») est une pièce de théâtre d'Alexandre Ostrovski (scènes de la vie campagnarde), écrite en 1858 et publiée dans la revue La Bibliothèque pour la lecture en 1859 dans le n° 1.

## Histoire
La pièce est pensée par Ostrovski dès 1855 comme un drame en deux actes. Le 12 juillet 1855, il dresse une liste des personnages et brosse le plan du premier acte, mais laisse ensuite ses idées mûrir sans plus écrire. Il y avait des personnages dans ce plan qu'il a ensuite abandonnés, comme le fonctionnaire à la retraite Zakhar Zveroboïev et le marchand Savva Brouskov. Il retourne à l'écriture de cette pièce en avril 1858 qu'il intitule d'abord Jouets pour chat, larmes pour souris. Tableau d'une vie à la campagne («Кошке игрушки, мышке слёзки. Картина деревенской жизни»). Il promet dans une lettre du 21 avril à Alexandre Droujinine de la lui livrer rapidement. Elle est terminée le 7 décembre 1858 et il revient à son premier titre, La Pupille. Le comité de lecture du théâtre et de la littérature l'approuve le 26 septembre 1859; mais la pièce provoque une vive réaction de la censure qui interdit le 23 octobre 1859 de la monter sur scène car « elle tourne en dérision la noblesse ayant procédé à la  libération du servage. » Lorsque Fiodor Bourdine rétorque en 1861 au général Potapov, chef du IIIe bureau (la censure) que « ni la question paysanne, ni le sentiment de reconnaissance envers la noblesse ne sont abordés », le général répond: « Bien sûr, rien n'est exprimé directement, mais nous ne sommes pas si simples pour ne pas savoir lire entre les lignes. »,,
La Pupille peut enfin être permise au bout de quatre ans et la première se tient le 21 octobre 1863 au Théâtre Maly de Moscou au bénéfice de l'actrice Lioudmila Karskaïa. Elle est jouée pour la première fois à Saint-Pétersbourg le 22  novembre 1863 au Théâtre Alexandra au bénéfice de l'actrice Ekaterina Jouleva. La représentation pétersbourgeoise est bien reçue par la critique, notamment Apollon Grigoriev et Piotr Boborykine.

## Personnages
- Mme Oulanbekova, vieille dame sèche et maigre de plus de 60 ans, de haute taille, à long nez, aux sourcils noirs épais, le visage aux traits orientaux et très poudré, avec trop de rouge aux joues. Propriétaire d'un grand domaine de 2 000 âmes.
- Léonide, son fils de 18 ans, très beau, ressemblant un peu à sa mère. Habillé en vêtements d'été.
- Vassilissa Peregrinovna, vieille fille de 40 ans, habitant à demeure, le cheveu pauvre, en deux bandeaux séparés par une raie au milieu avec un haut chignon fixé par un grand peigne. Elle sourit tout le temps insidieusement et souffre des dents; son châle jaune est fermé par une épingle sur la gorge.
- Potapytch, vieux majordome. Cravate blanche et gilet blanc, frac noir. Se donne l'air important.
- Nadia, 17 ans, pupille aimée de Mme Oulanbekova, vêtue comme une demoiselle de la noblesse.
- Gavrilovna, intendante de la maison d'âge mûr, replète, à la figure ouverte.
- Gricha, garçon de 19 ans, favori de Madame, vêtu comme un dandy, une montre à gousset en or, joli garçon, cheveux bouclés, visage à l'expression stupide.
- Négliguentov, jeune employé de bureau à l'allure très négligée (comme son nom l'indique) et sale.
- Liza, la bonne, vive et intelligente, grosse au nez retroussé, vêtue de blanc, le corsage trop serré, un petit foulard rouge au cou, les cheveux très pommadés.
- Jeune paysanne, laquais, et femme de chambre au rôle muet.

L'action se déroule au printemps dans le manoir campagnard de Mme Oulanbekova.

## Argument
La riche Mme Oulanbekova, qui possède un grand domaine, se considère comme une bienfaitrice  et se consacre à l'éducation de jeunes filles à sa façon et, une fois bien élevées, les donne en mariage le plus souvent contre leur gré. Comme le souligne le majordome Potapytch: « Il y a même des personnes de ses relations qui s'ils voient une des filles lui cherchent un fiancé (...) alors les gens même cachent leurs filles de Madame pour qu'elles ne tombent pas sous les yeux de Madame, car cela en serait fini. », (acte I, sc. 2)    
En ce moment, c'est la nièce de Potapytch, l'orpheline Nadia, qui est la « pupille » de la maîtresse des lieux. Celle-ci a l'intention de la marier à Négliguentov (employé de bureau enclin à la boisson), malgré les prières de Nadia elle-même, des domestiques et de Léonide.
Heureusement, Négliguentov se bagarre dans le parc après avoir trop bu et l'idée de tout mariage avec lui disparaît en fumée. « Qu'il boive là où il veut, pourvu que je ne le voie pas ! Je saurais alors au moins qu'il me respecte. » (acte II, sc. 5)   
Nadia, touchée par le fait que son destin puisse être si facilement ruiné, se décide à franchir le pas interdit : un rendez-vous un soir avec Léonide dans le parc. Mise au courant de ce rendez-vous, Mme Oulanbekova décide sur le champ de marier Nadia et Négliguentov. Toute discussion est close.
Nadia demande à Léonide, qui est fort contrarié, de partir ; mais celui-ci lui pose la question de savoir si elle a besoin d'aide. Désespérée, elle répond : « Je n'ai besoin ni d'aide ni d'intercesseur! Ce n'est pas nécessaire, ce n'est pas nécessaire! Je n'ai pas assez de patience, et notre étang n'est pas loin. », (acte IV, sc. 5)